# فرودگاه بی دسپویر
فرودگاه بی دسپویر (به انگلیسی: Bay d'Espoir Aerodrome) یک فرودگاه خصوصی است . این فرودگاه در کشور کانادا قرار دارد و در ارتفاع ۲۱۷ متری از سطح دریا واقع شده‌است.